# موتوهيرو أونو
موتوهيرو أونو (باليابانية: 大野 元 裕 ، من مواليد 12 نوفمبر 1963) سياسي ياباني والحاكم الحالي لمحافظة سايتاما في اليابان. تولى منصبه ليحل محل كيوشي أويدا في انتخابات حاكم الولاية في أغسطس 2019.

## سيرته
ولد حفيد السياسي الليبرالي موتويوشي أونو في كاواجوتشي. كان جده عمدة كاواجوتشي من 1957 إلى 1972 ومن 1976 إلى 1981. درس العلوم السياسية في جامعة كيو حتى عام 1987 ثم حصل على درجة الماجستير في العلاقات الدولية من جامعة اليابان الدولية في عام 1989. وفي العام نفسه التحق بوزارة الخارجية وأصبح محققًا متخصصًا في السفارة اليابانية في العراق. شغل هذا المنصب في مختلف السفارات في الشرق الأوسط في السنوات التي تلت ذلك. بالإضافة إلى ذلك كان محاضرًا في كليات العلوم الإنسانية في جامعتي طوكيو وأوياما ومعلقًا في شركة الإذاعة نيبون هوسو.